# Yoana Aramberri
Yoana Aramberri Ibarra (Deba, 23 aprile 1977) è un'ex cestista spagnola di origine basca.

## Carriera
Con la Spagna ha disputato i Campionati europei del 1997.